# واوچ
واوچ (به لاتین: Wałcz) یک منطقهٔ مسکونی در لهستان است که در شهرستان واوچ واقع شده‌است. واوچ ۳۸٫۱۶ کیلومتر مربع مساحت و ۲۶٬۱۴۰ نفر جمعیت دارد و ۱۰۹ متر بالاتر از سطح دریا واقع شده‌است.

## خواهرخوانده
شهرهای ورنه، Bad Essen، دمین و کیریتز خواهرخوانده‌های واوچ هستند.